# 대구월성초등학교
대구월성초등학교는 대한민국 대구광역시 달서구에 있는 공립 초등학교이다.

## 역사
- 1991.11.21. 학교설립승인
- 1992. 9. 1. 대구월성초등학교 개교(36학급)